# Dimares elegans
Dimares elegans is een insect uit de familie van de mierenleeuwen (Myrmeleontidae), die tot de orde netvleugeligen (Neuroptera) behoort. 
Dimares elegans is voor het eerst wetenschappelijk beschreven door Perty in 1833.